# Ленинский район (Волгоградская область)
Ле́нинский райо́н — административно-территориальная единица (район) и одноимённое муниципальное образование (муниципальный район) в Волгоградской области России.
Административный центр — город Ленинск (село до 20 марта 1963 года).

## География
Ленинский район расположен в юго-восточной части Волгоградской области на левом берегу реки Ахтубы, в 67 км от г. Волгограда. Граничит с Астраханской областью, занимает площадь 4 тыс. км². Более трети территории района занимает Волго-Ахтубинская пойма. Большая часть района — это заволжская степь.

### Полезные ископаемые
Минерально-сырьевая база представлена Хвалынскими морскими глинистыми отложениями, которые могут использоваться как сырье для производства кирпича, черепицы, керамзитового гравия.

## История
Ленинский район учрежден постановлением Президиума ВЦИК 23 июня 1928 года в составе Сталинградского округа Нижне-Волжского края. С 10 января 1934 года — в составе Сталинградского края, с 5 декабря 1936 года — Сталинградской (Волгоградской с 10 ноября 1961 года) области. С 1 февраля 1963 года по 3 ноября 1965 года был  территорией[уточнить] Среднеахтубинского района.
14 февраля 2005 года в соответствии с Законом Волгоградской области № 1004-ОД район наделён статусом муниципального района. В его составе образованы 13 муниципальных образований: 1 городское и 12 сельских поселений.

## Население
| 1939    | 1959    | 1970    | 1979    | 1989    | 2002    | 2009    | 2010    | 2011    |
| ------- | ------- | ------- | ------- | ------- | ------- | ------- | ------- | ------- |
| 21 987  | ↗27 999 | ↗29 930 | ↗30 040 | ↗30 778 | ↗31 483 | ↗32 435 | ↘30 375 | ↗30 439 |
| 2012    | 2013    | 2014    | 2015    | 2016    | 2017    | 2018    | 2019    | 2020    |
| ↗30 590 | ↗30 676 | ↗30 709 | ↗30 766 | ↘30 675 | ↘30 271 | ↘29 992 | ↘29 594 | ↘29 081 |
| 2021    |         |         |         |         |         |         |         |         |
| ↘27 976 |         |         |         |         |         |         |         |         |

Гендерный состав
Мужчин — 47,9 %, женщин — 52,1 %.

### Урбанизация
В городских условиях (город Ленинск) проживают 47.87 % населения района.

### Национальный состав
По данным Всероссийской переписи населения 2010 года:
| Национальность | Численность (чел.) | Процентное соотношение |
| -------------- | ------------------ | ---------------------- |
| Русские        | 23 262             | 76,58%                 |
| Татары         | 1 975              | 6,50%                  |
| Казахи         | 1 910              | 6,29%                  |
| Чеченцы        | 393                | 1,29%                  |
| Украинцы       | 321                | 1,06%                  |
| Корейцы        | 256                | 0,84%                  |
| Чуваши         | 241                | 0,79%                  |
| Армяне         | 215                | 0,71%                  |
| Таджики        | 200                | 0,66%                  |
| Кумыки         | 175                | 0,58%                  |
| Другие         | 1 094              | 3,60%                  |
| Не указали     | 333                | 1,10%                  |
| Всего          | 30 375             | 100,00%                |

По итогам переписи населения 2020 года проживали следующие национальности (национальности менее 0,1 % и другое см. в сноске к строке «Другие»):
| Национальность | Численность, чел. | Доля     |
| -------------- | ----------------- | -------- |
| Русские        | 21 090            | 75,39 %  |
| Казахи         | 1660              | 5,93 %   |
| Татары         | 1564              | 5,59 %   |
| Чеченцы        | 375               | 1,34 %   |
| Таджики        | 196               | 0,70 %   |
| Армяне         | 161               | 0,58 %   |
| Кумыки         | 127               | 0,45 %   |
| Корейцы        | 111               | 0,40 %   |
| Цыгане         | 101               | 0,36 %   |
| Узбеки         | 97                | 0,35 %   |
| Чуваши         | 95                | 0,34 %   |
| Украинцы       | 88                | 0,31 %   |
| Азербайджанцы  | 41                | 0,15 %   |
| Немцы          | 32                | 0,11 %   |
| Марийцы        | 29                | 0,10 %   |
| Молдаване      | 29                | 0,10 %   |
| Белорусы       | 28                | 0,10 %   |
| Другие         | 2152              | 7,70 %   |
| Итого          | 27 976            | 100,00 % |

## Муниципально-территориальное устройство
В Ленинском муниципальном районе выделяются 13 муниципальных образований, в том числе 1 городское поселение и 12 сельских поселений:
| №  | Муниципальное образование         | Административный центр | Количество населённых пунктов | Население (чел.) | Площадь (км²) |
| -- | --------------------------------- | ---------------------- | ----------------------------- | ---------------- | ------------- |
| 1  | городское поселение город Ленинск | город Ленинск          | 1                             | ↘13 391          | 23.85         |
| 2  | Бахтияровское сельское поселение  | село Бахтияровка       | 1                             | ↗816             | 106.44        |
| 3  | Заплавненское сельское поселение  | село Заплавное         | 3                             | ↘4024            | 189.72        |
| 4  | Ильичёвское сельское поселение    | посёлок Путь Ильича    | 2                             | ↘866             | 324.32        |
| 5  | Каршевитское сельское поселение   | село Каршевитое        | 4                             | ↘456             | 40.70         |
| 6  | Колобовское сельское поселение    | село Колобовка         | 1                             | ↘1002            | 192.31        |
| 7  | Коммунаровское сельское поселение | посёлок Коммунар       | 3                             | ↘944             | 281.24        |
| 8  | Маляевское сельское поселение     | село Маляевка          | 1                             | ↘1190            | 172.71        |
| 9  | Маякское сельское поселение       | посёлок Маяк Октября   | 1                             | ↘472             | 153.27        |
| 10 | Покровское сельское поселение     | село Покровка          | 6                             | ↘1166            | 227.15        |
| 11 | Рассветинское сельское поселение  | посёлок Рассвет        | 1                             | ↘668             | 233.05        |
| 12 | Степновское сельское поселение    | посёлок Степной        | 2                             | ↘1000            | 388.88        |
| 13 | Царевское сельское поселение      | село Царев             | 5                             | ↗1872            | 266.56        |

## Населённые пункты
В Ленинский район входит 31 населённый пункт.
| №  | Населённый пункт | Тип     | Население | Муниципальное образование         |
| -- | ---------------- | ------- | --------- | --------------------------------- |
| 1  | Бахтияровка      | село    | ↗816      | Бахтияровское сельское поселение  |
| 2  | Булгаков         | хутор   | 28        | Покровское сельское поселение     |
| 3  | Восьмое Марта    | посёлок | 257       | Заплавненское сельское поселение  |
| 4  | Глухой           | хутор   | 17        | Каршевитское сельское поселение   |
| 5  | Горная Поляна    | хутор   | 80        | Покровское сельское поселение     |
| 6  | Долгий           | хутор   | 24        | Покровское сельское поселение     |
| 7  | Заплавное        | село    | ↗3741     | Заплавненское сельское поселение  |
| 8  | Заря             | посёлок | 142       | Степновское сельское поселение    |
| 9  | Зубаревка        | хутор   | 54        | Каршевитское сельское поселение   |
| 10 | Каршевитое       | село    | 397       | Каршевитское сельское поселение   |
| 11 | Ковыльный        | хутор   | 75        | Коммунаровское сельское поселение |
| 12 | Колобовка        | село    | ↘1002     | Колобовское сельское поселение    |
| 13 | Коммунар         | посёлок | 882       | Коммунаровское сельское поселение |
| 14 | Коновалов        | хутор   | 7         | Царевское сельское поселение      |
| 15 | Ленинск          | город   | ↘13 391   | городское поселение город Ленинск |
| 16 | Лесхоз 5-й       | посёлок | 6         | Каршевитское сельское поселение   |
| 17 | Лещев            | хутор   | 181       | Покровское сельское поселение     |
| 18 | Маляевка         | село    | ↘1190     | Маляевское сельское поселение     |
| 19 | Маяк Октября     | посёлок | ↘472      | Маякское сельское поселение       |
| 20 | Надеждин         | хутор   | 61        | Коммунаровское сельское поселение |
| 21 | Новостройка      | посёлок | 12        | Царевское сельское поселение      |
| 22 | Покровка         | село    | 772       | Покровское сельское поселение     |
| 23 | Полевой          | посёлок | 0         | Заплавненское сельское поселение  |
| 24 | Путь Ильича      | посёлок | 724       | Ильичёвское сельское поселение    |
| 25 | Рассвет          | посёлок | ↘668      | Рассветинское сельское поселение  |
| 26 | Сарай            | посёлок | 89        | Царевское сельское поселение      |
| 27 | Солодовка        | село    | 389       | Царевское сельское поселение      |
| 28 | Степана Разина   | посёлок | 198       | Покровское сельское поселение     |
| 29 | Степной          | посёлок | 749       | Степновское сельское поселение    |
| 30 | Тракторострой    | посёлок | 258       | Ильичёвское сельское поселение    |
| 31 | Царев            | село    | ↘1521     | Царевское сельское поселение      |

## Экономика
В структуре валового производства на долю сельского хозяйства приходится 46 % продукции, промышленности — 26 %. Природно-климатические условия мало пригодны для ведения сельского хозяйства. В районе выращивают зерно, овощи, производится продукция животноводства.

### Сельское хозяйство
В агропромышленном комплексе функционирует 10 крупных коллективных сельскохозяйственных предприятий, два коммандитных товарищества, рыболовецкая артель, 207 крестьянско-фермерских хозяйств. Общая площадь сельхозугодий превышает 231 тыс. га (из них пашни — свыше 104 тыс. га). В структуре производства продукции сельского хозяйства 43,7 % приходится на продукцию растениеводства, 56,3 % — животноводства. Хозяйства степной части специализируются на производстве зерновых культур, выращивании крупного рогатого скота и овец, хозяйства пойменной части района — на выращивании овощей.

## Известные люди Ленинского района
- Ястребов, Василий Петрович
- Сидоренко, Ростислав Иванович
- Шустов, Михаил Павлович
- Зайцев, Иван Николаевич
- Битюцкий, Пётр Семёнович
- Ломакин, Василий Иванович
- Миловатский, Василий Григорьевич
- Коробов, Александр Васильевич
- Ракитин, Николай Васильевич